# Domenico Gatto
Domingos Rizzo, mais conhecido pelo pseudônimo Domenico Gatto (São Paulo, 24 de junho de 1966), é um radialista e DJ brasileiro conhecido como "A Voz".

## Biografia
Torcedor do Palmeiras, é um dos integrantes e eventual apresentador do programa Estádio 97, na rádio Energia 97. Comanda ainda o programa Morde & Assopra, na mesma emissora, no período da manhã. Desde 2019 narra partidas de futebol pela rádio, sendo o titular nos jogos do Palmeiras. É o principal locutor e voz padrão da emissora.
Já fez locução nas rádios Bandeirantes de Araraquara, em 1986, Bandeirantes de São Paulo, em 1987, Bandeirantes de São José dos Campos, em 1987, Educadora de Campinas, em 1988, Tribuna de Santos, em 1989, Metropolitana de São Paulo, em 1989, Transamérica de São Paulo, em 1995, Nativa FM de São Paulo, em 1997, e Jovem Pan 2 de São Paulo, em 1998. Está na Energia Desde dezembro de 1999. Além dessas rádios, ainda trabalhou, nas rádios 94 FM de Pindamonhangaba e Gazeta AM, onde narrava jogos. Narrou também, na Metropolitana, a temporada completa de 1992 da Fórmula 1 e a Copa do Mundo de 1994. Faz ainda inúmeros comerciais e spots para rádio, TV e internet.
Em dezembro de 2011, o programa do Palhacinho, que ele apresentava, ganhou o Prêmio APCA na categoria Programa Humorístico de Rádio. Em 2016 o programa passou a se chamar "Morde e Assopra".
Foi o mestre de cerimônias da partida de despedida do goleiro Marcos, em dezembro de 2012.

## Controvérsia
Em junho de 2021, durante o programa de rádio Estádio 97, se envolveu em uma polêmica ao se referir aos times do Nordeste e à Copa do Nordeste como "lixo". Domenico se retratou no programa seguinte à declaração, reconhecendo seu erro e se desculpando.